# My Best Gal
My Best Gal is een Amerikaanse muziekfilm uit 1944 onder regie van Anthony Mann.

## Verhaal
De jonge, levenslustige Kitty O'Hara wil niet in de voetsporen van haar grootvader Danny treden en artieste worden bij het revuetheater. Danny en Kitty werken samen in een kruidenierszaak in New York. De jonge toneelschrijver Johnny McCloud hangt rond in de buurt en hij heeft een nieuw stuk geschreven. Kitty heeft een oogje op Johnny en ze bedenkt plan om zijn werk onder de aandacht van een producent te brengen.

## Rolverdeling
| Acteur            | Personage        |
| ----------------- | ---------------- |
| Jane Withers      | Kitty O'Hara     |
| Jimmy Lydon       | Johnny McCloud   |
| Frank Craven      | Danny O'Hara     |
| Fortunio Bonanova | Charlie          |
| George Cleveland  | Ralph Hodges     |
| Franklin Pangborn | Mijnheer Porter  |
| Mary Newton       | Juffrouw Simpson |
| Jack Boyle        | Freddy           |